# 最後的刑警
《最後的刑警》為2015年6月19日起晚間21:00 - 22:54（JST）於日本電視台播出的電視連續劇（第1集）及於網路平台Hulu於每週五（JST）上傳的網路連續劇（第2至7集），由唐澤壽明主演。此劇由佐藤友治執筆改編自德國電視劇《Der letzte Bulle》。首集收視率為12.9%。episode0為2015年播出的重製版及2016年播出的週六連續劇。

## 劇情概要
1985年，破格熱血刑警京極浩介解決多宗案件，某次在追捕惡犯「神樂」之時遇上炸彈爆炸，因而陷入昏迷狀態30年。某日他突然醒來，想找妻子加奈子，但對方已經和他的後輩再婚而拒絕他，女兒結衣也完全不記得自己。之後他因為暴力事件而被年輕刑警望月亮太逮捕，被送到橫濱中央署，遇上當年的上司鯨井雅高，於是火速復職。浩介昏睡了30年，對21世紀的手機、電腦、性騷擾、權力騷擾等「新常識」完全不能理解，於是經常無視狀況，以30年前的規則和價值觀去查案，頻頻暴走搞得新拍檔亮太非常困擾。

## 登場人物

### 主要角色
- 京極 浩介：唐澤壽明
- 望月 亮太：窪田正孝
- 松浦 聰：藤木直人
- 若山 省吾：竹内涼真

### 橫濱中央署刑事課
- 鈴木 誠：宮川一朗太（日语：宮川一朗太）
- 鯨井 雅高：田山涼成（日语：田山涼成）
- 柏木 沙織（柏木 サオリ）：黑川智花
- 安田 慎平：松尾諭
- 水嶋 茉莉花：久慈曉子（日语：久慈暁子）

### 其他
- 鈴木 結衣：佐佐木希
- 鈴木 加奈子：和久井映見
- 遠藤 勇二：佐野史郎
- 月光清美（ムーンライト清美）：兒島雄一（日语：マギー (俳優)）
- 安藤 光輝：山崎育三郎
- 五十嵐 圭吾：鈴之介（日语：鈴之介）
- 島岡 和夫：柄本時生
- 石川 七海：瀧本美織
- 桐島 麗香（桐島 レイカ）：MALIA.（日语：MALIA.）
- 片山 龍三：森下能幸（日语：森下能幸）

## 幕後人員
- 原作：《DER LETZTE BULLE》copyright at RED ARROW INTERNATIONAL
- 劇本：佐藤友治
- 導演：豬股隆一（EP1,2）、明石廣人（EP3,5〔前篇、後篇〕）、長沼誠（EP4〔前篇、後篇〕）
- 音樂：得田真裕
- 主題曲：SPYAIR「Fire Starter」（索尼音樂相關記錄）[1]
- 聲音設計：石井和之
- 美術設計 -高野雅裕、渡邊俊太、松木修人
- 視覺特效：岡野正廣、熱田健太郎
- 警察監修：吉川祐二
- 動作協調：柴原孝典
- 行車特技：高橋賽車
- 技術協力：NiTRo、UP SIDE、VIDEO STAFF
- 美術協力：日本電視藝術
- 音效：SPOT
- 台詞製作人：鈴間廣枝、松山雅則
- 製作：黑崎太郎、三枝孝臣、伊藤響
- 製作人：戶田一也、植野浩之（日本電視台）、伊藤裕史（AXON）、小泉守（共有媒體傳播）、岩崎廣樹（Hulu）
- 制作協力：AX-ON、共有媒體傳播
- 製作著作：日本テレビ、Hulu（HJ控股）

## 播放时间表
2016年连续剧
| 集数                                                      | 首播日期 | 标题（日文）                                                                  | 导演       | 收视率 |
| --------------------------------------------------------- | -------- | ----------------------------------------------------------------------------- | ---------- | ------ |
| 第1話                                                     | 10月08日 | 昭和VS平成お馬鹿なコンビが世界を救う!? 常識無視の大暴れ刑事アクションコメディ | 猪股隆一   | 8.6%   |
| 第2話                                                     | 10月15日 | 謎の美魔女は危険な聖母!? ポンコツ刑事が涙と怒りの愛を叫ぶ                     | 明石広人   | 7.4%   |
| 第3話                                                     | 10月22日 | 究極の選択!?少女か百人の命か 救えるのは一つ!?爆破5秒前!                       | 長沼誠     | 8.0%   |
| 第4話                                                     | 10月29日 | 娘に伝えたい父の愛 断絶した親子の絆に 届け!奇跡の歌声!                        | 佐久間紀佳 | 9.8%   |
| 第5話                                                     | 11月05日 | 高校に潜入捜査アノ伝説学園ドラマ再現!? 熱血授業で皆号泣!?                     | 猪股隆一   | 7.6%   |
| 第6話                                                     | 11月12日 | 熱血刑事VS復讐鬼!生徒たちの夢を守れ! 五輪メダリスト参戦                       | 明石広人   | 9.2%   |
| 第7話                                                     | 11月19日 | イケメン対決!友情壊すスパイダーマン? レンタル救世主乱入                       | 佐久間紀佳 | 8.2%   |
| 第8話                                                     | 11月26日 | 相棒が記憶喪失に!絶たれた絆コンビ解散 ふなっしーが救う!?                      | 猪股隆一   | 7.1%   |
| 第9話                                                     | 12月03日 | 警視庁の??を盗め前代未聞の(秘)大捜査線 番組から重大発表!                      | 長沼誠     | 8.4%   |
| 平均收視率8.30 % （收視率由Video Research於關東地區統計） |          |                                                                               |            |        |

## 電影
劇情概要：京極浩介的毛細血管因在沉睡30年後突然甦醒後的大活躍而逐漸壞死，生命危在旦夕！同一時間，西園寺被助手藤崎背叛，研發的COSMOS人工智能系統被國際恐怖組織用作征服世界......日本的命運掌握在迷你船梨精「腦梨」、浩介和亮太手中！
- 京極 浩介：唐澤壽明
- 望月 亮太：窪田正孝
- 鈴木 結衣：佐佐木希
- 松浦 聰：藤木直人
- 神野 晴彦：小日向文世
- 鈴木 加奈子：和久井映見
- 柏木 沙織：黒川智花
- 若山 省吾：竹内涼真
- 安田 慎平：松尾諭
- 三島 菜菜子：櫻井日奈子
- 小山内 美咲：武田玲奈
- 山瀬 栞：伊藤沙莉
- 鯨井 雅高：田山涼成（日语：田山涼成）
- 月光 清美：マギー（日语：マギー (俳優)）
- 鈴木 誠：宮川一朗太（日语：宮川一朗太）
- 西園寺 春孝：加藤雅也（日语：加藤雅也）
- 藤崎 誠吾：吉澤亮
- 船梨精
- 町田：升毅（日语：升毅）
- ブナイン・ナッシー：出川哲朗（配音）